# Två års ferier
Två års ferier (franska: Deux ans de vacances) är en roman, en robinsonad, från 1888 av den franske författaren Jules Verne. Den utkom på svenska 1908.

## Handling
Det är mars 1860, och en grupp skolpojkar i åldern 8-13 år hamnar efter en fruktansvärd storm på en öde ö i Söderhavet, sedan de vistats i en skonare som drivits loss från Auckland i Nya Zeeland. På ön, som de döpt till Shermanön (svensk översättning 1908; île Chairman i det franska originalet) måste de samarbeta för att överleva. De flesta pojkarna är från Storbritannien, men Briant och hans bror Jack kommer från Frankrike, och i gruppen ingår också en ung amerikan och en afrikansk skeppsgosse.

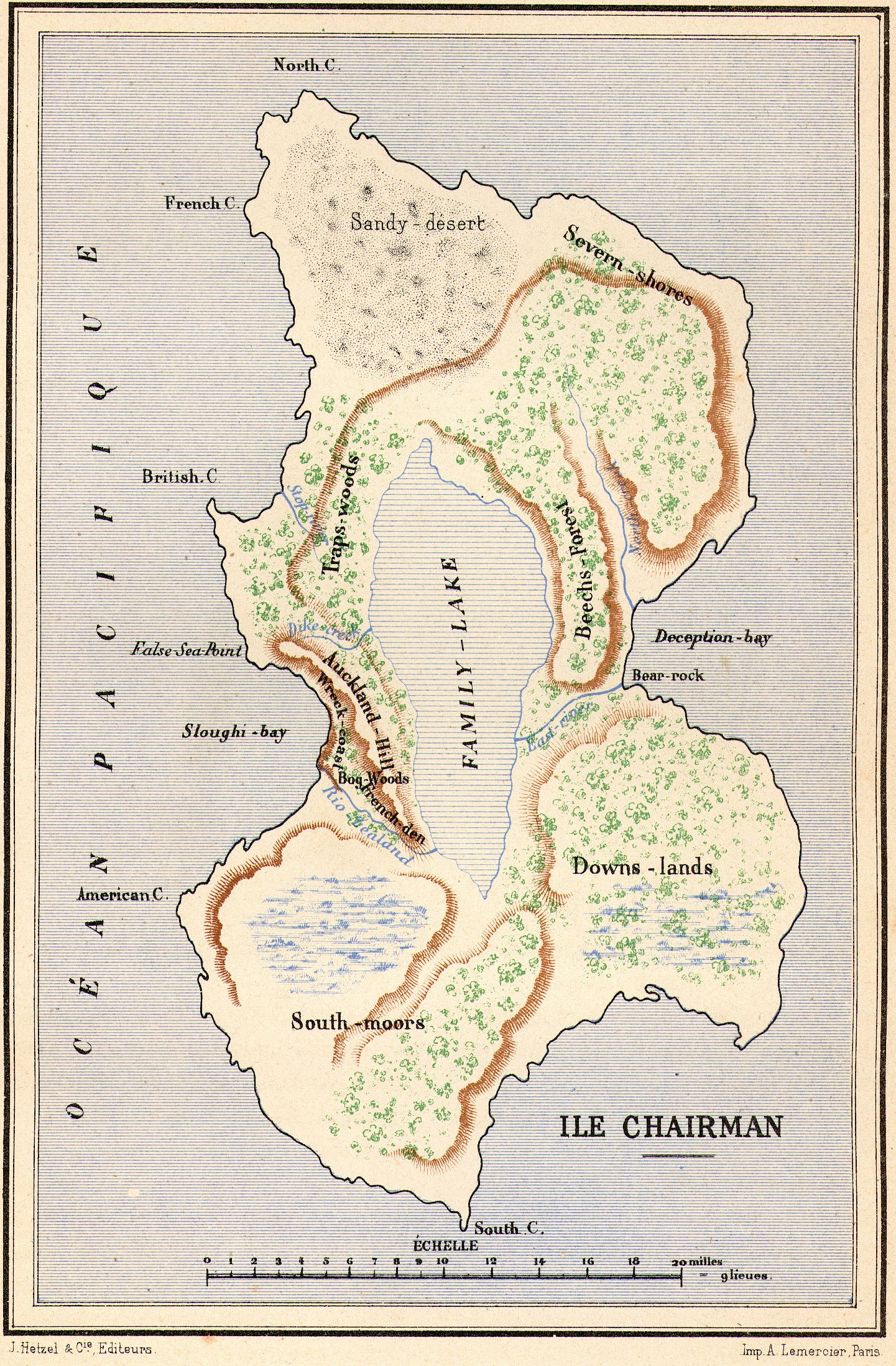
Shermanön (franska: île Chairman) som den beskrivs i boken. Kartillustration av Léon Benett.

Efter nästan två år på ön dyker ett fartyg med pirater ombord upp. Med hjälp av en man och en kvinna ur den ursprungliga besättningen på fartyget, lyckas pojkarna övermanna piraterna och fly från ön, sedan de fått reda på öns verkliga och för dem mycket överraskande läge.
Berättelsen är en så kallad robinsonad. Eftersom pojkarna tar hand om varandra ses den ofta som mer utopisk och "snällare", i kontrast till den mer dystopiska Flugornas herre av William Golding.

## Produktion och bearbetningar
Romanfiguren Briant anses vara ett porträtt av politikern Aristide Briand som pojke.
Karel Zemans film Luftskeppet från 1967 bygger löst på boken.